# Distribució ARGUS
En física, la distribució ARGUS, nomenada així per l'experiment de física de partícules ARGUS, és la distribució de probabilitat de la massa invariant reconstruïda d'una partícula en desintegració a sobre d'un fons continu.

## Definició
La funció de densitat de probabilitat (fdp) de la distribució ARGUS és:
{\displaystyle f(x;\chi ,c)={\frac {\chi ^{3}}{{\sqrt {2\pi }}\,\Psi (\chi )}}\cdot {\frac {x}{c^{2}}}{\sqrt {1-{\frac {x^{2}}{c^{2}}}}}\exp {\bigg \{}-{\frac {1}{2}}\chi ^{2}{\Big (}1-{\frac {x^{2}}{c^{2}}}{\Big )}{\bigg \}},}
per a {\displaystyle 0\leq x<c}. On {\displaystyle \chi } i {\displaystyle c} són paràmetres de la distribució, i
{\displaystyle \Psi (\chi )=\Phi (\chi )-\chi \phi (\chi )-{\tfrac {1}{2}},}
on {\displaystyle \Phi (x)} i {\displaystyle \phi (x)} són la funció de distribució acumulada i la funció de densitat de probabilitat de la distribució normal estàndard, respectivament.

## Funció de distribució acumulada
La funció de distribució acumulada (FD) de la distribució ARGUS és
{\displaystyle F(x)=1-{\frac {\Psi \left(\chi {\sqrt {1-x^{2}/c^{2}}}\right)}{\Psi (\chi )}}}.

## Estimació de paràmetres
Se suposa que el paràmetre c és conegut (el límit cinemàtic de la distribució de la massa invariant), mentre que χ es pot estimar a partir de la mostra X1, …, Xn utilitzant el principi de màxima versemblança. L'estimador és una funció del segon moment de la mostra i es dona com a solució a l'equació no lineal
{\displaystyle 1-{\frac {3}{\chi ^{2}}}+{\frac {\chi \phi (\chi )}{\Psi (\chi )}}={\frac {1}{n}}\sum _{i=1}^{n}{\frac {x_{i}^{2}}{c^{2}}}}.
La solució existeix i és única, sempre que el costat dret sigui superior a 0,4; l'estimador resultant {\displaystyle \scriptstyle {\hat {\chi }}} és consistent i asimptòtic normal.

## Distribució ARGUS generalitzada
De vegades es fa servir una forma més general per a descriure una distribució més en forma de pic:
{\displaystyle f(x)={\frac {2^{-p}\chi ^{2(p+1)}}{\Gamma (p+1)-\Gamma (p+1,\,{\tfrac {1}{2}}\chi ^{2})}}\cdot {\frac {x}{c^{2}}}\left(1-{\frac {x^{2}}{c^{2}}}\right)^{p}\exp \left\{-{\frac {1}{2}}\chi ^{2}\left(1-{\frac {x^{2}}{c^{2}}}\right)\right\},\qquad 0\leq x\leq c,}
on Γ(·) és la funció gamma, i Γ(·,·) és la funció gamma incompleta superior.
On els paràmetres c, χ, p representen el tall, curvatura i potència, respectivament.
La moda és
{\displaystyle {\frac {c}{{\sqrt {2}}\chi }}{\sqrt {(\chi ^{2}-2p-1)+{\sqrt {\chi ^{2}(\chi ^{2}-4p+2)+(1+2p)^{2}}}}}}
p = 0,5 dona un ARGUS regular, esmentat anteriorment.